# В името на италианския народ
„В името на италианския народ“ (на италиански: In nome del popolo italiano) е италианска комедия от 1971 г. на режисьора Дино Ризи с участието на Виторио Гасман и Уго Тоняци.

## Сюжет
Рим и околностите му през 1970-те г. Лоренцо Сантенокито е строител на незаконни сгради, богат, екстремист, фашист и е разследван от съдия Мариано Бонифаци, цинично спазващ отчасти италианските закони. Предвид контрастите между двамата мъже във всякакви социални, политически и философски аспекти те се ненавиждат един друг. Плашещо реалистично, безмилостно и гротескно е показано злото на двама могъщи мъже на Италия – мъже с власт над хората. Много италианци са засегнати неблагоприятно заради фашисткия магнат и комунистическия магистрат.

## В ролите
| Изпълнител         | Роля                   |
| ------------------ | ---------------------- |
| Виторио Гасман     | Лоренцо Сантенокито    |
| Уго Тоняци         | Съдия Мариано Бонифаци |
| Ивон Фурно         | Лавиния Сантенокито    |
| Ели Галеани        | Силвана Лазорини       |
| Пиетро Торди       | Професор Ривароли      |
| Симонета Стефанели | Джуджи Сантенокито     |
| Франко Ангрисано   | Коломбо                |
| Ренато Балдини     | Счетоводител Сериони   |
| Чеко Дуранте       | Пиеронти, архивистът   |